# Rio Sâne Vive
Sâne Vive é um rio dos departamentos de Ain e Saône-et-Loire, na França. É afluente do rio Seille e tem 46,8 km de comprimento.
Ao longo do seu percurso atravessa as seguintes comunas:
- No departamento de Saône-et-Loire:
  - Montpont-en-Bresse, La Chapelle-Thècle, Jouvençon, Ménetreuil, La Genête, Brienne
- No departamento de Ain:
  - Lescheroux, Saint-Nizier-le-Bouchoux, Courtes, Curciat-Dongalon